# Porlieria arida
Porlieria arida är en pockenholtsväxtart som beskrevs av Henry Hurd Rusby. Porlieria arida ingår i släktet Porlieria och familjen pockenholtsväxter. Inga underarter finns listade i Catalogue of Life.